# Supercopa da Itália de 2017
A Supercopa da Itália de 2017 ou Supercoppa Italiana 2017 foi a 31ª edição da competição. Foi disputada em partida única entre o campeão do Serie A de 2016–17 (Juventus) e o vice-campeão da Coppa Italia de 2016–17 (Lazio).

## Participantes
| Equipe   | Classificação                        |
| -------- | ------------------------------------ |
| Juventus | Campeão Serie A de 2016–17           |
| Lazio    | Vice-campeão Coppa Italia de 2016–17 |

## Partida
| 13 de agosto de 2017 | Juventus                | 2 – 3     | Lazio                                  | Stadio Olimpico, Roma |
| 20:45                | Dybala 85', 90+1' (pen) | Relatório | Immobile 32' (pen), 54' · Murgia 90+3' | Árbitro: Davide Massa |

| Juventus | Lazio |

| G                    | 1  | Gianluigi Buffon      | 31' |     |
| LD                   | 15 | Andrea Barzagli       |     |     |
| Z                    | 4  | Medhi Benatia         |     | 56' |
| Z                    | 3  | Giorgio Chiellini     |     |     |
| LE                   | 12 | Alex Sandro           |     |     |
| M                    | 6  | Sami Khedira          |     |     |
| M                    | 5  | Miralem Pjanić        | 73' |     |
| A                    | 7  | Juan Cuadrado         |     | 57' |
| M                    | 10 | Paulo Dybala          |     |     |
| A                    | 17 | Mario Mandžukić       | 52' | 72' |
| A                    | 9  | Gonzalo Higuaín       |     |     |
| Reservas:            |    |                       |     |     |
| G                    | 16 | Carlo Pinsoglio       |     |     |
| G                    | 23 | Wojciech Szczęsny     |     |     |
| LD                   | 2  | Mattia De Sciglio     |     | 56' |
| Z                    | 24 | Daniele Rugani        |     |     |
| LD                   | 26 | Stephan Lichtsteiner  |     |     |
| M                    | 8  | Claudio Marchisio     |     |     |
| M                    | 27 | Stefano Sturaro       |     |     |
| M                    | 30 | Rodrigo Bentancur     |     |     |
| A                    | 11 | Douglas Costa         |     | 57' |
| M                    | 33 | Federico Bernardeschi |     | 72' |
| A                    | 34 | Moise Kean            |     |     |
| Treinador:           |    |                       |     |     |
| Massimiliano Allegri |    |                       |     |     |

| G              | 1  | Thomas Strakosha        |     |     |
| Z              | 13 | Wallace                 |     |     |
| Z              | 3  | Stefan de Vrij          |     |     |
| Z              | 26 | Ştefan Radu             |     |     |
| V              | 6  | Lucas Leiva             | 41' | 80' |
| M              | 16 | Marco Parolo            | 84' |     |
| M              | 18 | Luis Alberto            |     |     |
| A              | 8  | Dušan Basta             |     | 75' |
| A              | 19 | Senad Lulić             | 70' | 75' |
| A              | 21 | Sergej Milinković-Savić |     |     |
| A              | 17 | Ciro Immobile           |     |     |
| Reservas:      |    |                         |     |     |
| G              | 23 | Guido Guerrieri         |     |     |
| G              | 55 | Ivan Vargić             |     |     |
| Z              | 2  | Wesley Hoedt            |     |     |
| Z              | 4  | Patric                  |     |     |
| Z              | 5  | Jordan Lukaku           |     | 75' |
| Z              | 27 | Luiz Felipe             |     |     |
| M              | 10 | Felipe Anderson         |     |     |
| M              | 88 | Davide Di Gennaro       |     |     |
| M              | 96 | Alessandro Murgia       |     | 80' |
| A              | 20 | Felipe Caicedo          |     |     |
| A              | 29 | Simone Palombi          |     |     |
| A              | 77 | Adam Marušić            |     | 75' |
| Treinador:     |    |                         |     |     |
| Simone Inzaghi |    |                         |     |     |

## Campeão
| Campeão da Supercopa da Itália de 2017 |
| -------------------------------------- |
| LAZIO 4° titulo                        |